# فيرا كارارا
فيرا كارارا (بالإيطالية: Vera Carrara)‏ مواليد 6 أبريل 1980 في إيطاليا، هي متسابقة إيطالية. شاركت في دورة الألعاب الأولمبية الصيفية.

## وصلات خارجية
- الموقع الرسمي

## روابط خارجية
- فيرا كارارا على موقع الاتحاد الدولي للدراجات (الإنجليزية)
- فيرا كارارا على موقع أرشيف الدراجات (الإنجليزية)
- فيرا كارارا على موقع إحصائيات الدراجات الإحترافية (الإنجليزية)
- فيرا كارارا على موقع نسبة الدراجات (الإنجليزية)
- فيرا كارارا على موقع أوليمبيديا (الإنجليزية)
- فيرا كارارا على موقع CONI honoured athlete website (الإيطالية)